# Leng xue shi san ying
Leng xue shi san ying (no Brasil: A Vingança do Águia) é um filme wuxia de Hong Kong de 1978 produzido e distribuído por Shaw Brothers Studio, estrelando Ti Lung, Alexander Fu e Ku Feng. Um remake do filme, intitulado Xin leng xue shi san ying (As 13 Águias de Sangue Frio, em tradução livre), foi lançado em 1993. Em julho de 2013, foi anunciado que havia planos para gravar outro remake em 2014, com colaboração entre Celestial Pictures e The Weinstein Company.